# Wake Me Up
Wake Me Up és una cançó del músic suec Avicii que va ser llançada el dia 28 de juny de 2013 com a primer senzill del seu àlbum True. Compta amb la veu d'Aloe Blacc i la guitarra de Mike Eizinger, del grup Incubus. Es va convertir en un èxit enorme a nivell comercial, arribant al número 1 de més de 30 països (entre els quals Suècia, França, Alemanya, Espanya, Austràlia o el Regne Unit). Va arribar a la quarta posició del Hot 100. Va ser la cançó més exitosa del 2013 en sis europeus (Alemanya, Suècia, Suïssa, Àustria, Bèlgica i Dinamarca). Dos EPs amb un total de 4 remescles (així com la versió extended) van sortir a la venda al llarg del 2013.

## Abans del seu llançament
Wake Me Up va ser estrenada a finals de Març durant l'actuació d'Avicii en l'Ultra Music Festival de Miami, amb veu i alguns instruments en directe. Al mes d'Abril, Avicii va compartir un mix promocional a Soundcloud amb la versió d'estudi de la cançó.

## Èxit comercial
Wake Me Up va convertir-se en el segon número 1 per Avicii al Regne Unit després d'I Could Be The One. En la seva primera setmana va vendre un total de 267.000 còpies digitals, sent la cançó que més descàrregues va vendre en una sola setmana aquell any al Regne Unit. A l'Octubre va superar el milió de còpies venudes únicament al Regne Unit, convertint-se en la tercera cançó en aconseguir-ho aquest any i la 140 en tota la història. També va ser el segon número 1 per Avicii a la llista sueca: Wake Me Up va passar dotze setmanes encapçalant la llista del seu país natal. En total, aquest senzill ha passat més de 140 setmanes en llista.
Pel que fa als Estats Units, va arribar al número 4 del Hot 100, convertint-se en el primer i únic top 10 d'Avicii en aquest país. D'altra banda, va aconseguir el número 1 de la llista dance de Billboard. Va assolir la segona posició a la llista canadenca.
Al febrer del 2014, Wake Me Up es va convertir en la pista més exitosa en la història de Spotify amb més de 200 milions de reproduccions. Va ser-ho durant més d'un any, fins que Thinking Out Loud d'Ed Sheeran va superar-la.
Segons l'informe de l'IFPI, va ser la tercera cançó més venuda arreu del món durant l'any 2013, superant els 11 milions de còpies.

## Versions del single

### CD single
1. Wake Me Up
2. Wake Me Up - Instrumental

### Remixes[5]
1. Wake Me Up - Avicii Speed Remix
2. Wake Me Up - Reggae Mix

(en algunes plataformes també inclou la versió original, bé en la versió "radio edit" o la "extended mix")

### Remixes II[6]
1. Wake Me Up - PANG! "slowing things down" remix
2. Wake Me UP - EDM "miami sunset" remix